# Turksprachen

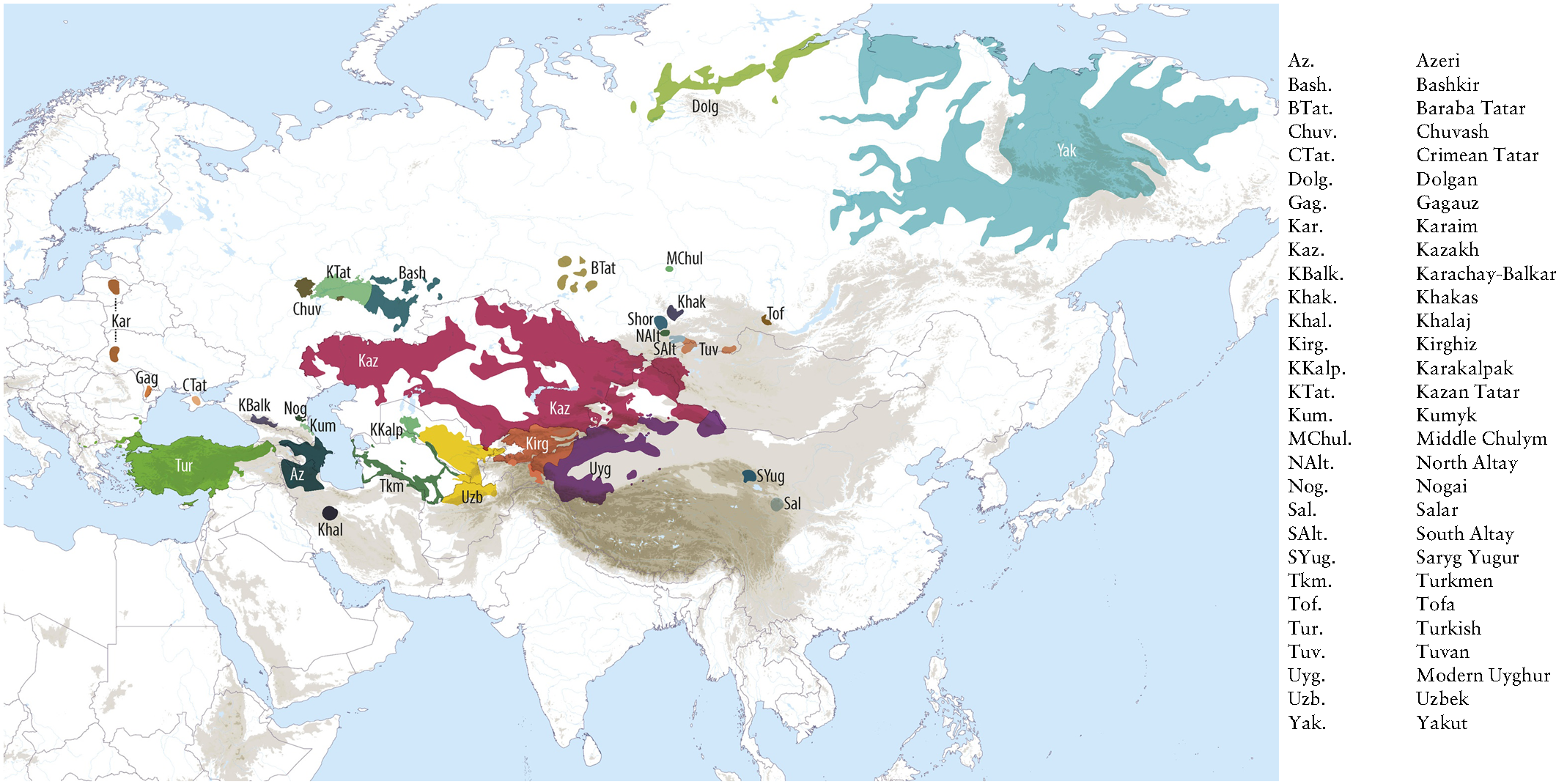
Heutiges Verbreitungsgebiet der Turksprachen

Die Turksprachen – auch türkische Sprachen oder Türksprachen genannt – bilden eine in Asien und in kleinen Teilen auch in Europa verbreitete Sprachfamilie von rund 40 relativ nah verwandten Sprachen mit etwa 180 bis 200 Millionen Sprechern. Sie gliedern sich in eine südwestliche (oghusische), südöstliche (karlukische oder uigurische), nordwestliche (kiptschakische) und nordöstliche (sibirische) Gruppe, außerdem in die Zweige Arghu und Bolgar-Türkisch.
Einige neuere Theorien gehen davon aus, dass die Urheimat der Turksprachen in der südwestlichen Mandschurei liegt.
Mit den mongolischen, tungusischen und manchmal auch mit den koreanischen und japanischen Sprachen werden die Turksprachen zur Gruppe der altaischen Sprachen zusammengefasst. Ob „Altaisch“ eine genetische oder nur eine areale Einheit bildet, ist bis heute ungeklärt. Die Mehrheit der Forscher geht von einem arealen Sprachbund aus.
Die Turksprachen haben viele Lehnwörter aus den iranischen Sprachen, vor allem dem Sogdischen sowie dem Persischen, übernommen. Das Sogdische war die weit verbreitete dominante Sprache in Zentralasien und entlang der Seidenstraße nach China, bevor sie durch später eindringende Turksprachen ersetzt wurde. Umgekehrt wurden auch die iranischen Sprachen, auch das Neupersische, von den Turksprachen beeinflusst. Einige Lehnwörter wurden auch aus den chinesischen Sprachen übernommen. So zeigen die Turksprachen frühen Sprachkontakt mit sinitischen (chinesischen) Sprachen auf, bevor die Westwanderung einsetzte.

## Zur Terminologie: Turksprachen – türkische Sprachen
Die Turksprachen werden auch als Türksprachen und türkische Sprachen bezeichnet, die Einzelsprachen, z. B. Usbekisch oder Aserbaidschanisch erscheinen auch mit Bezeichnungen wie usbekisches bzw. aserbaidschanisches Türkisch. Solche Bezeichnungen sind insbesondere in der türkischen Turkologie üblich, in der die Einzelsprachen als Dialekte bezeichnet werden. Dies darf nicht dahin missverstanden werden, dass die Turksprachen mit der Einzelsprache Türkisch identisch wären, die nur eine – allerdings die sprecherreichste – von etwa 40 Sprachen dieser Sprachengruppe darstellt, oder dass es sich bei den Turksprachen um Dialekte des Türkischen handele. Tatsächlich wird bei einer solchen Benennungspraxis auch das Türkische regelmäßig mit einem besonderen Attribut wie Türkei-Türkisch oder Osmanisch-Türkisch versehen. Die Bezeichnung der Einzelsprachen als Dialekte ist historisch bedingt, weil bis zum Ende des 19. Jahrhunderts die Turksprachen (mit Ausnahme ferner stehender Idiome wie des Tschuwaschischen oder räumlich isolierter Idiome wie des Jakutischen) ein Dialektkontinuum bildeten, das an einigen Grenzlinien deutlichere Brüche, im Regelfall aber sanfte Übergänge aufwies. So ist die Sprache von Istanbul (stilbildend für die türkische Sprache) deutlich verschieden von der Sprache von Baku (maßgeblich für die aserbaidschanische Sprache), dazwischen findet sich aber keine ausgeprägte Sprachgrenze und auch diese Sprachen sind untereinander gerade noch verständlich. Über diesen gesprochenen Sprachen existierte in Zentralasien und im Wolgaraum mit dem Tschagataitürkischen eine einheitliche Literatursprache, deren Eigenbezeichnung turki lautete. Die Entwicklung lokaler Standardsprachen aus den lokalen Dialekten war eine auch politisch beeinflusste Entwicklung des 20. Jahrhunderts. Dabei kam es auch zu systemwidrigen Entscheidungen. So sollte Zentralasien 1924 nach linguistisch-ethnischen Gesichtspunkten gegliedert werden. Bei der Befragung der Bevölkerung nach ihrer Selbstidentifizierung wurden die Antworten dann mitunter nach anderen, etwa wirtschaftsgeographischen Kriterien gegeben und die Grenze entsprechend gezogen.

## Familie der Turksprachen

Verteilungsdiagramm der Turksprachen in Einzelsprachen

Mit insgesamt etwa 40 Sprachen, die von 180 Millionen Menschen als Muttersprache gesprochen werden (bis zu 200 Millionen mit Zweitsprechern), bildet die Familie der Turksprachen die mit Abstand größte und bedeutendste der drei Untergruppen des Altaischen. Sie ist – nach der Zahl ihrer Sprecher – die siebtgrößte Sprachfamilie weltweit (nach Indogermanisch, Sinotibetisch, Niger-Kongo, Afroasiatisch, Austronesisch und Drawidisch).
Die meisten Turksprachen sind sich in der Phonologie, Morphologie und Syntax sehr ähnlich, allerdings weichen Tschuwaschisch, Chaladsch und die nordsibirischen Turksprachen Jakutisch und Dolganisch nicht unerheblich von den übrigen ab. Zwischen den Sprechern der meisten Turksprachen ist eine partielle wechselseitige Verständigung möglich, vor allem wenn sie zur gleichen Untergruppe gehören (zur Klassifikation vgl. den nächsten Abschnitt). Diese relativ große Ähnlichkeit der Sprachen erschwert die klare Festlegung von Sprachgrenzen, zumal zwischen Nachbarsprachen meist Übergangsdialekte bestehen. (Häufig werden diese Grenzen künstlich durch politische Entscheidungen und Zugehörigkeiten gezogen.) Auch die innere genetische Gliederung der Turksprachen ist wegen ihrer Ähnlichkeit und intensiven wechselseitigen Beeinflussung problematisch, was zu unterschiedlichen Klassifikationsansätzen geführt hat.

### Geographische Verbreitung

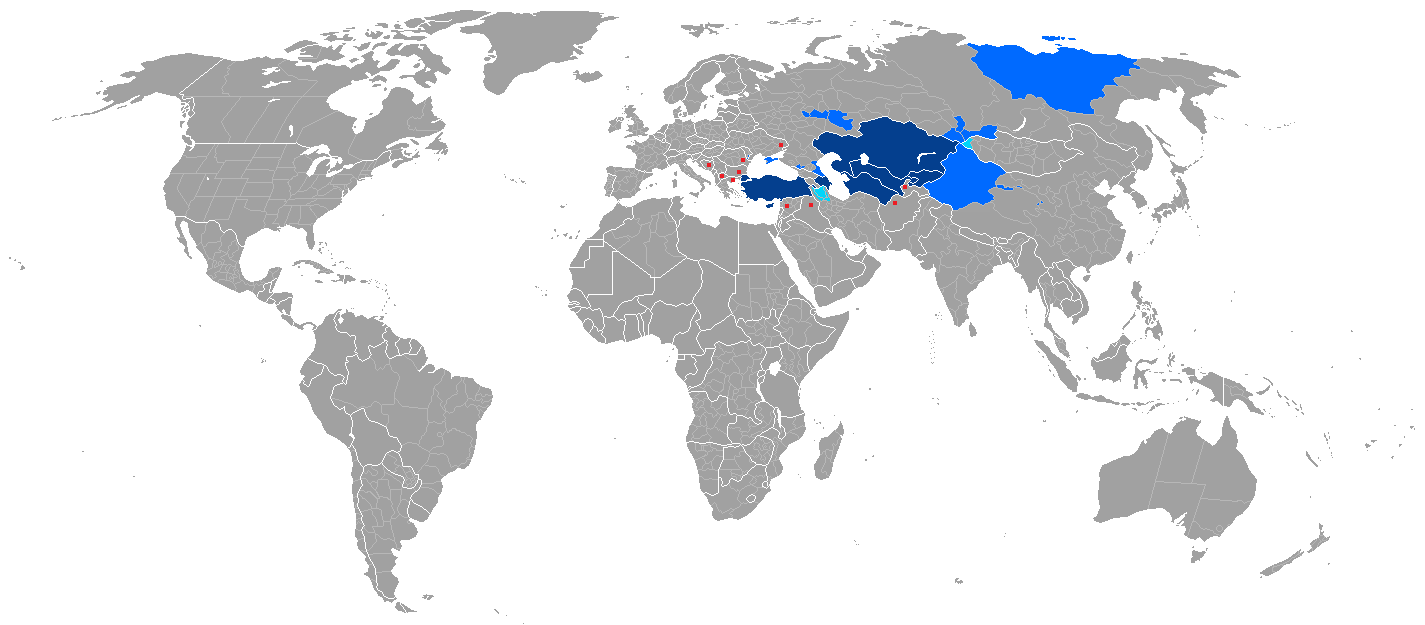
Gebiete mit mindestens einer Turksprache als offizieller Amtssprache

Die Turksprachen sind über ein riesiges Gebiet in Ost- und Südosteuropa sowie West-, Zentral- und Nordasien verbreitet (siehe Verbreitungskarte). Dieses Gebiet reicht vom Balkan bis nach China, von Zentralpersien bis zum Nordmeer. In rund dreißig Ländern Eurasiens werden eine oder mehrere Turksprachen in nennenswertem Umfang gesprochen, bemerkenswert ist der hohe Anteil Türkischsprechender in Deutschland und im sonstigen Europa aufgrund der Migrationen der letzten Jahrzehnte.

### Wichtigste Turksprachen
Die drei mit Abstand größten Turksprachen sind:
- Türkisch: 70 Mio. Sprecher, mit Zweitsprechern 80 Mio.: Türkei, Balkanstaaten; auch West- und Mitteleuropa (durch rezente Migration)
- Aserbaidschanisch (Aserbaidschan-Türkisch[16][17]): 30 Mio. Sprecher: Aserbaidschan und Nordwestiran, auch in der Osttürkei und im Nordirak
- Usbekisch: 24 Mio. Sprecher: Usbekistan, Nordafghanistan, Tadschikistan und Westchina (Xinjiang)

Weitere Turksprachen mit mehr als einer Million Sprecher:
- Kasachisch: 11 Mio. Sprecher: Kasachstan, Usbekistan, China, Russland
- Uigurisch: 8 Mio. Sprecher: hauptsächlich im Uigurischen Autonomen Gebiet Xinjiang der Volksrepublik China
- Turkmenisch: 6,8 Mio. Sprecher: Turkmenistan, Nordiran
- Tatarisch: 5,5 Mio.(2010) Sprecher: (ethnisch 6,6 Mio.) von Zentralrussland bis Westsibirien[18]
- Kirgisisch: 4,5 Mio. Sprecher: Kirgisistan, Usbekistan, Kasachstan, Tadschikistan, Westchina
- Tschuwaschisch: 1,8 Mio. Sprecher: im europäischen Teil Russlands
- Baschkirisch: 1,8 Mio. Sprecher: in der russischen autonomen Republik Baschkirien
- Kaschgaisch: 1,5 Mio. Sprecher: in den iranischen Provinzen Fars und Chuzestan

Die Sprecherzahlen stammen vom März 2006 aus diversen geprüften Quellen. 5 % bis 10 % höhere Werte sind durch den zeitlichen Abstand zwischen Ermittlung und Veröffentlichung möglich.

### Enge Verwandtschaft der Turksprachen
Wie eng die Turksprachen miteinander verwandt sind – wenn man von Tschuwaschisch, Chaladsch und den nordsibirischen Turksprachen absieht – zeigt bereits ein Blick auf die folgende Tabelle, die einige Wortgleichungen des Grundwortschatzes für die Sprachen Alttürkisch (der ersten schriftlich überlieferten Turksprache, die jedoch kein direkter Vorfahr des Türkei-Türkischen ist), Türkisch, Aserbaidschanisch, Turkmenisch, Tatarisch, Kasachisch, Usbekisch und Uigurisch enthält.
Vergleich einiger Grundwörter in wichtigen Turksprachen
| Deutsch     | Alttürkisch | Türkisch | Aserbaid. | Turkmenisch | Tatarisch | Kasachisch | Usbekisch  | Uigurisch | Kumykisch | Kütahya Sivesi |
| ----------- | ----------- | -------- | --------- | ----------- | --------- | ---------- | ---------- | --------- | --------- | -------------- |
| Mutter      | ana         | anne/ana | ana       | ene         | ana       | ana        | ona        | ana       |           | Ana            |
| Vater       | ata         | ata      | ata       | kaka        | ata       | äke        | ota        | ata       | ata       | Va             |
| Fleisch     | et          | et       | ət        | et          | it        | et         | goʻsht/eʻt | et/gosh   | et        | et             |
| Gras        | ot          | ot       | ot        | үlən/ot     | ot        | ot/şöp     | oʻt        | ot/chöp   | od        | ot             |
| Pferd       | at          | at       | at        | at          | at        | at/jylqy   | ot         | ỷạt,at    | at        | at             |
| Feuer       | ot          | ateş/od  | atəş/od   | ot          | ut        | ot         | oʻt/otash  | ot        | ot        | ateş/od        |
| Eis         | buz         | buz      | buz       | buz         | boz       | mūz        | muz        | muz       | muz       | buz            |
| Nase        | burun       | burun    | burun     | burun       | boryn     | mūryn      | burun      | burun     | murun     | burun          |
| Arm         | qol         | kol      | qol       | qol         | qul       | qol        | qoʻl       | kol       | qol       | gol            |
| Straße      | yol         | yol      | yol       | ýol         | jul       | jol        | yoʻl       | yol       | yol       | yol            |
| fett        | semiz       | semiz    | semiz     | simyz       | semiz     | semiz      | semiz      | semiz     | semiz     | semiz          |
| Erde        | aşu         | toprak   | torpaq    | topraq      | tufrak    | topyraq    | tuproq     | tupraq    |           | toprak         |
| Blut        | qan         | kan      | qan       | gan         | kan       | qan        | qon        | qan       | qan       | gan            |
| Asche       | kül         | kül      | kül       | köl         | kül       | kül        | kul        | kül       | kül       | kül            |
| Wasser      | su          | su       | su        | suw         | syw       | su         | suv        | su        | suw       | su             |
| hell        | yürüŋ       | ak       | ağ        | ak          | ak        | aq         | oq         | aq        | aq        | ak             |
| dunkel      | qara        | kara     | qara      | garä        | kara      | qara       | qora       | qara      | qara      | gara           |
| rot         | kızıl       | kızıl    | qızıl     | qyzyl       | kyzyl     | qyzyl      | qizil      | qizil     | qizil     | kızıl          |
| blau/Himmel | kök         | gök      | göy       | gök         | kük       | kök        | koʻk       | kök       | gök       | gög            |

### Turksprachen als National- und Offizialsprachen
Die Turksprachen Türkisch, Aserbaidschanisch, Turkmenisch, Kasachisch, Kirgisisch und Usbekisch sind Nationalsprachen in ihren jeweiligen Staaten. Einen besonderen Status als offizielle Regionalsprachen autonomer Republiken oder Provinzen haben darüber hinaus folgende Turksprachen: in Russland Tschuwaschisch, Kumykisch, Karatschai-Balkarisch, Tatarisch, Baschkirisch, Jakutisch, Chakassisch, Tuwa, Altaisch; in China Uigurisch und in Usbekistan Karakalpakisch.

### Turksprachen nach Staaten
Turksprachen werden in etwa 30 Staaten Europas und Asiens gesprochen. Die Tabelle zeigt ihre Verbreitung in den einzelnen Staaten. Die Sprachen sind nach Unterfamilien angeordnet (siehe: Klassifikation).
| Sprache               | Sprecherzahl | hauptsächlich verbreitet in folgenden Ländern (mit Sprecherzahlen) |
| OGHURISCH             |              | |
| Tschuwaschisch        | 1,8 Mio.     | Russland (Tschuwaschien u. a.) 1,8 Mio., Kasachstan 22.000 |
| KIPTSCHAKISCH         |              | |
| Karaimisch            | fast †       | Litauen ca. 300, Ukraine <10, Polen <10 |
| Kumykisch             | 280.000      | Russland (Dagestan) |
| Karatschai-Balkarisch | 250.000      | Russland (Karatschai-Tscherkessien, Kabardino-Balkarien) |
| Krimtatarisch         | 500.000      | Ukraine 200.000, Usbekistan 190.000, Kirgisistan 40.000 |
| Tatarisch             | 1,6 Mio.     | Russland 480.000, Usbekistan 470.000, Kasachstan 330.000, Kirgisistan 70.000, Tadschikistan 80.000, Turkmenistan 50.000, Ukraine 90.000, Aserbaidschan 30.000 ethnische Tataren: 6,6 Mio. |
| Baschkirisch          | 1,8 Mio.     | Russland 1,7 Mio., Usbekistan 35.000, Kasachstan 20.000 |
| Nogaisch              | 70.000       | Russland (Nordkaukasus) |
| Karakalpakisch        | 400.000      | Usbekistan |
| Kasachisch            | 11 Mio.      | Kasachstan 8 Mio., China 1 Mio., Usbekistan 800.000, Russland 650.000, Mongolei 100.000                                                                                                   |
| Kirgisisch            | 4,5 Mio.     | Kirgisistan 3,8 Mio., Usbekistan 400.000, China 200.000 |
| OGHUSISCH             |              | |
| Türkisch              | 75 Mio.      | Türkei 70 Mio. (S2 84 Mio.), Balkan 2,5 Mio., Türkische Republik Nordzypern 300.000, GUS 300.000, Deutschland 2 Mio., sonstiges West- und Mitteleuropa 700.000                            |
| Gagausisch            | 500.000      | Moldau 170.000, Balkan 300.000 (inkl. europ. Türkei), Ukraine 20.000, Bulgarien 10.000 |
| Aserbaidschanisch     | 30 Mio.      | Iran 20 Mio., Aserbaidschan 8 Mio., Türkei 500.000, Irak 500.000, Russland 350.000, Georgien 300.000, Armenien 200.000                                                                    |
| Turkmenisch           | 6,8 Mio.     | Turkmenistan 3,8 Mio., Iran 2 Mio., Afghanistan 500.000, Irak 250.000, Usbekistan 250.000                                                                                                 |
| Chorasan-Türkisch     | 400.000      | Iran (Provinz Chorasan) |
| Kaschgai              | 1,5 Mio      | Iran (Provinzen Fars, Chuzestan) |
| Aynallu               | 7000         | Iran (Provinzen Markazi, Ardabil, Zandschan) |
| Afscharisch           | 300.000      | Afghanistan (Kabul, Herat), Nordost-Iran |
| Salarisch             | 55.000       | China (Provinzen Qinghai, Gansu) |
| UIGURISCH             |              | |
| Usbekisch             | 24 Mio.      | Usbekistan 20 Mio., Afghanistan 1,5 Mio., Tadschikistan 1 Mio., Kirgisistan 750.000, Kasachstan 400.000, Turkmenistan 300.000                                                             |
| Uigurisch             | 8 Mio.       | China (Autonomes Gebiet Xinjiang) 7,2 Mio., Kirgisistan 500.000, Kasachstan 300.000 |
| Yugur                 | 5000         | China (Provinz Gansu) |
| Äynu                  | 7000         | China (Autonomes Gebiet Xinjiang) |
| Ili Turki             | 120          | China (Autonomer Bezirk Ili) |
| SIBIRISCH             |              | |
| Jakutisch             | 450.000      | Russland (AR Jakutien) |
| Dolganisch            | 5000         | Russland (Autonomer Kreis Taimyr) |
| Tuwinisch             | 265.000      | Russland (Irkutsker Oblast, AR Tuwa) 235.000, Mongolei 30.000 |
| Tofalarisch           | fast †       | Russland (Südlicher Irkutsker Oblast) |
| Chakassisch           | 65.000       | Russland (AR Chakassien) |
| Altaisch              | 50.000       | Russland (AR Altai, Region Altai) |
| Schorisch             | 10.000       | Russland (AR Altai) |
| Tschulymisch          | fast †       | Russland (Region Krasnojarsk, Oblast Tomsk) |
| ARGHU                 |              | |
| Chaladsch             | 42.000       | Iran (Zentralprovinz, zwischen Qom und Arak) |

### Gefährdete Turksprachen
Einige Turksprachen sind in ihrer Existenz stark gefährdet, da sie nur noch von wenigen meist älteren Menschen gesprochen werden. Direkt vom Aussterben in den nächsten Jahren bedroht sind das südsibirische Tofa oder Karagassische, das Karaimische in Litauen, das Judäo-Krim-Tatarische (das Krimtschakische) und das Ili Turki in Nordwestchina (Ili-Tal). Nur noch einige Tausend Sprecher verwenden das Aynallu im Iran, das Yugur (Gansu-Provinz) und Ainu (bei Kaschgar), beide China, das nordsibirische Dolganisch und das südsibirische Tschulymisch am Tschulym-Fluss nördlich des Altai. Alle anderen Turksprachen sind relativ stabil, die Sprecherzahlen der großen Sprachen nehmen zu.

## Klassifikation der Turksprachen
Die relativ große Ähnlichkeit und intensive wechselseitige Beeinflussung der Turksprachen sowie die hohe Mobilität der Turkvölker erschwert die klare Festlegung von Sprachgrenzen und die innere genetische Klassifizierung, was zu unterschiedlichen Klassifikationsansätzen geführt hat. Dennoch haben sich heute relativ stabile und gleichartige Einteilungen ergeben, die alle letztlich auf den russischen Linguisten Alexander Samoilowitsch (1922) zurückgehen. Obwohl Klassifizierungen grundsätzlich genetisch sein sollten, spielt bei der Gliederung der Turksprachen die geographische Verteilung eine große Rolle. Zur Frage der Verwandtschaft der Turksprachen mit den mongolischen und tungusischen Sprachen siehe altaische Sprachen.

### Sonderfall Tschuwaschisch
Das Tschuwaschische bildet (zusammen mit dem ausgestorbenen Bolgarischen) einen eigenen oghurischen oder „bolgarischen“ Zweig der Turksprachen, der dem Rest der Familie (Turksprachen i. e. S.) mit relativ weitem Abstand gegenübersteht. Einige Forscher hielten das Tschuwaschische nicht einmal für eine „richtige“ Turksprache, da es so stark von allen anderen abweicht. Ob dieser große Unterschied auf eine frühe Abspaltung des bolgarischen Zweigs von den anderen Turksprachen oder auf eine längere Phase der sprachlichen und kulturellen Isolierung zurückzuführen ist, konnte bisher nicht geklärt werden. Ein Merkmal dieser Trennung ist der Wandel von gemeintürkischem /-z/ zu /-r/ (Rhotazismus), zum Beispiel bei den Finalkonsonanten in
tschuw. taχar, aber nogaisch toγiz – „neun“
tschuw. kör, aber türk. göz – „Auge“
Das Tschuwaschische wird vor allem im europäischen Teil Russlands östlich von Moskau in der autonomen Republik Tschuwaschien im großen Wolgabogen von 1 Mio. Sprechern gesprochen. Weitere Tschuwaschen gibt es in Tatarstan und Baschkirien (insgesamt 1,8 Mio. Sprecher). Die Tschuwaschen sind überwiegend russisch-orthodoxen Glaubens, verwenden in ihren eigenen Print- und Rundfunkmedien neben der kyrillischen Schrift auch ein angepasstes Lateinalphabet und sprechen überwiegend Russisch als Zweitsprache. Sie betrachten sich kulturell und historisch als Nachfolger der Wolga-Bolgaren, was aber fraglich ist.

### Sonderfall Chaladsch
Von den restlichen Turksprachen weicht das Chaladsch am stärksten ab. Es ist – nach der heute weitgehend akzeptierten Auffassung Gerhard Doerfers – der einzige noch existente Vertreter des Arghu-Zweiges der Turksprachen, der ebenfalls früh isoliert wurde und dann im Laufe des 13. Jahrhunderts in der zentraliranischen Provinz auftritt – umgeben von Sprechern des Persischen. Heute wird Chaladsch von etwa 40.000 Menschen in der iranischen Zentralprovinz zwischen Qom und Akar gesprochen und ist nach linguistischen Gesichtspunkten eine der interessantesten Turksprachen im Iran. Die frühe Isolation von anderen Turksprachen und die starke Beeinflussung durch das Persische haben einerseits archaische Merkmale erhalten (z. B. ein Vokalsystem mit drei Quantitäten kurz-mittellang-lang, Beibehaltung des anlautenden /h-/ und des alttürkischen Dativsuffixes /-ka/: chaladsch häv.kä – türkisch ev.e – „für das Haus“ – eigentlich: „dem Hause“), andererseits zu verbreiteten Iranismen in Phonologie, Morphologie, Syntax und Lexikon (sogar bei einigen Zahlwörtern) geführt.

### Übrige Turksprachen
Die übrigen vier Gruppen der Turksprachen sind vor allem geographisch gegliedert, wobei für die Einteilung nicht die heutigen Siedlungsgebiete gelten, sondern die Frühphase der türkischen Sprachen nach ihren ersten Wanderungen und Siedlungsprozessen. Somit unterscheidet man Kiptschakisch oder Westtürkisch, Oghusisch oder Südwesttürkisch (die nach der Zahl ihrer Sprecher größte Gruppe mit den Sprachen Türkisch, Aserbaidschanisch, Turkmenisch, Kaschkai), Karlukisch oder Osttürkisch, Nordtürkisch, Nordosttürkisch und Bolgar-Türkisch. Kiptschakisch/Westtürkisch gliedert sich in drei Untergruppen: Kiptschak-Bulgarisch oder Uralisch, Kiptschak-Oghusisch oder Pontisch-Kaspisch und Kiptschak-Nogaisch oder Aralisch-Kaspisch.
Das Jakutische und Dolganische weichen aufgrund ihrer langen Isolierung im Grundwortschatz stark von den restlichen Sprachen ab. Unterschiedlich sind auch Wortstellung und Satzbau. In dieser Hinsicht gleicht das Jakutische mehr den mongolischen und tungusischen Sprachen. Außerdem fehlen alle Fremdwörter persisch-arabischen Ursprungs, die in anderen Turksprachen vorkommen.
Zur Ähnlichkeit der Sprachen trägt auch die lange arabisch-persische Prägung von Wortschatz und Idiomatik bei, die die meisten Turksprachen durch den Islam erfahren haben. Für die Turksprachen auf dem Gebiet der ehemaligen Sowjetunion kommen viele gemeinsame russische Fremd- und Lehnwörter hinzu.

### Klassifikationsschema
Insgesamt ergibt sich für die Turksprachen nach der aktuellen Literatur folgendes Klassifikationsschema (mit Sprecherzahlen Stand 2006):
- Südwestlicher Zweig (Oghus-Turksprachen)
  - Westoghusische Gruppe: Türkisch (60 Mio., S2 70 Mio.), Aserbaidschanisch (30 Mio., S2 35 Mio.), Gagausisch (500.000)
  - Ostoghusische Gruppe: Turkmenisch (6,8 Mio.), Chorasan-Türkisch (400.000?)
  - Südoghusische Gruppe: Kaschgai (1,5 Mio.), Afshar (300.000), Aynallu (7.000), Sonqori (?)
- Nordwestlicher Zweig (Kiptschak-Turksprachen)
  - Westkiptschakische Gruppe: Krim-Tatarisch (500.000), Kumykisch (280.000), Karatschai-Balkarisch (250.000), Karaimisch (fast †)
  - Nordkiptschakische oder Wolga-Ural-Gruppe: Tatarisch (Kasan-Tatarisch etc.; 1,6 Mio.), Baschkirisch (2,2 Mio.). Tatarisch in Westsibirien gehört zur südkiptschakischen Gruppe.
  - Südkiptschakische oder aralo-kaspische Gruppe: Kasachisch (11 Mio.), Kirgisisch (4,5 Mio.), Karakalpakisch (400.000), Nogaisch (70.000)
- Südöstlicher Zweig (Uigur-Turksprachen)
  - Westliche Gruppe: Usbekisch (24 Mio.)
  - Östliche Gruppe: Uigurisch (8 Mio.), Äynu („Abdal“; 7.000), Ili Turki (100); Salarisch (60.000)
- Nordöstlicher Zweig (sibirische Turksprachen)
  - Nordsibirische Gruppe: Jakutisch (360.000), Dolganisch (5.000)
  - Südsibirische Gruppe (heterogen)
    - Sayan-Turksprachen: Tuwinisch (200.000), Tofa (Karagassisch; fast †)
    - Jenisei-Turksprachen: Chakassisch (65.000), Schorisch (10.000)
    - Tschulym-Turksprachen: Tschulym (500)
    - Altai-Turksprachen: Altaisch (50.000; Dialekte: Oirotisch; Tuba, Qumanda, Qu; Teleutisch, Telengitisch)
- Tschuwaschisch (1,8 Mio.) sowie Bolgarisch † und Chasarisch †
- Chaladsch (42.000)

### Linguistische Kriterien der Klassifikation
Neben den geographischen gibt es einige traditionelle linguistische Kriterien für die obige Klassifikation:
- Die tschuwaschisch-gemeintürkische Opposition /-r/ gegen /-z/ trennt das Oghurische von allen anderen Turksprachen.
- Der intervokalische Konsonant im Wort für „Fuß“ trennt die sibirischen Turksprachen von den anderen Gruppen: tuwa adaq, jakutisch ataχ gegenüber ayaq in den anderen Gruppen, allerdings chaladsch hadaq.
- Die oghusischen Sprachen sind von den anderen durch den Verlust des suffix-einleitenden G-Lautes getrennt: qalan gegenüber qalγan – „zurückgelassen“.
- Die Verstummung des suffix-finalen G-Lauts trennt die Südost- von der Nordwest-Gruppe: uigurisch taγliq gegenüber tatarisch tawlı – „gebirgig“.

### Wortgleichungen der Turksprachen
Die folgende Tabelle gibt eine Übersicht über den Grundwortschatz in etwa 60 Wortgleichungen, wie er sich in mehreren wichtigen Turksprachen realisiert. Als erste Spalte sind die erschlossenen Proto-Formen nach der etymologischen Datenbank von Starostin aufgeführt. (In vielen Fällen erkennt man, wie protosprachliches finales und intervokalisches /r/ – hier als /r̩/ gekennzeichnet – zu gemeintürkischem /z/ wurde, allerdings nicht im Tschuwaschischen. Statt des IPA-Codes /ɨ/ wird das türkische /ı/ verwendet.)
Die Tabelle zeigt deutlich das abweichende Verhalten des Tschuwaschischen und Jakutischen und die große Ähnlichkeit der übrigen Turksprachen. Prototürkisch bezeichnet hier die erschlossene Protoform aller Turksprachen, Alttürkisch ist eine frühe Form der Turksprachen, nicht speziell des Türkei-Türkischen. Lücken in der Tabelle bedeuten nicht, dass die entsprechende Sprache kein Wort für den Begriff hätte, sondern nur, dass dieser Begriff von einer anderen Wurzel gebildet wird und somit für den etymologischen Vergleich im Sinne einer Wortgleichung ausfällt.
| Personen          | Proto-Türk. | Alttürk. | Türkisch | Aserbaid. | Turkmen. | Tatar.  | Kasach. | Usbek.  | Uigur.   | Jakut.  | Tschuw.     | Kumyk. |
| Vater             | *ata        | ata      | ata      | ata       | ata      | ata     | ata     | ota     | ata      | átä     | atte        | ata    |
| Mutter            | *ana        | ana      | anne     | ana       | ene      | ana     | ana     | ona     | ana      |         | anne        | ana    |
| Sohn              | *ogul       | oġul     | oğul     | oğul      | oğul     | (o'g)ul | ul      | o'g'il  | oghul    | uol     | yva'l       | ul     |
| Mann              | *ēr         | er       | er       | ər        | ǟr       | ir      | yerkek  | erkak   | är       | er      | arşyn       | erkek  |
| Mädchen           | *kır̩        | qız      | kız      | qız       | gyz      | kız     | qız     | qiz     | qiz      | ky:s    | χe'r        | qiz    |
| Person            | *kil̩i       | kişi     | kişi     | kişi      | kişi     | keşe    | kisi    | kishi   | kişi     | kihi    |             | kişi   |
| Braut             | *kalım      | kelin    | gelin    | gəlin     | geli:n   | kilen   | kelin   | kelin   | kelin    | kylyn   | kin         | gelin  |
| Körperteile       | Proto-Türk. | Alttürk. | Türkisch | Aserbaid. | Turkmen. | Tatar.  | Kasach. | Usbek.  | Uigur.   | Jakut.  | Tschuw.     | Kumyk. |
| Herz              | *jürek      | jürek    | yürek    | ürək      | ýürek    | yorak   | jürek   | yurak   | yüräk    | süreq   | che're      | yürek  |
| Blut              | *k(i)an     | qan      | kan      | qan       | ga:n     | kan     | qan     | qon     | qan      | qa:n    | jun         | qan    |
| Kopf              | *ba(l)š     | baş      | baş      | baş       | baş      | baş     | bas     | bosh    | baş      | bas     | puş         | baş    |
| Haar              | *kıl(k)     | qıl      | kıl      | qıl       | qyl      | kyl     | kyl     | kyl     | kyl      | kyl     | χe'le'r     |        |
| Auge              | *gör̩        | köz      | göz      | göz       | göz      | küz     | köz     | ko'z    | köz      | kos     | kuş         | göz    |
| Wimper            | *kirpik     | kirpik   | kirpik   | kirpik    | kirpik   | kerfek  | kirpik  | kiprik  | kirpik   | kirbi:  | χurbuk      | kirpik |
| Ohr               | *kulkak     | qulqaq   | kulak    | qulaq     | gulak    | kolak   | qulaq   | quloq   | qulaq    | gulka:k | χa'lχa      | qulaq  |
| Nase              | *burun      | burun    | burun    | burun     | burun    | boryn   | murın   | burun   | burun    | murun   |             | burun  |
| Arm               | *kol        | qol      | kol      | qol       | gol      | kul     | qol     | qo'l    | kol      | qol     | χol         | qol    |
| Hand              | *el(ig)     | el(ig)   | el       | əl        | el       | il      | el      |         | äl       | ili:    | ala'        | el     |
| Finger            | *biarŋak    | barmak   | parmak   | barmaq    | barmak   | barmak  | barmak  | barmoq  | barmaq   |         | pürne       | barmaq |
| Fingernagel       | *dırŋak     | tırnaq   | tırnak   | dırnaq    | dyrnaq   | tyrnak  | tırnaq  | tirnoq  | tirnaq   | tynyraq | che'rne     | tirnaq |
| Knie              | *dir̩        | tiz      | diz      | diz       | dy:z     | tez     | tize    | tizza   | tiz      | tüsäχ   |             |        |
| Wade              | *baltır     | baltır   | baldır   | baldır    | baldyr   | baltyr  | baldyr  | boldyr  | baldir   | ballyr  |             |        |
| Fuß               | *adak       | adaq     | ayak     | ayaq      | aýaq     | ajak    | ayaq    | oyoq    | ayak     | ataʊ    | ura         | ayaq   |
| Bauch             | *karın      | qarın    | karın    | qarın     | garyn    | qaryn   | qarın   | qorin   | qor(saq) | qaryn   | χyra'm      | qarin  |
| Tiere             | Proto-Türk. | Alttürk. | Türkisch | Aserbaid. | Turkmen. | Tatar.  | Kasach. | Usbek.  | Uigur.   | Jakut.  | Tschuw.     | Kumyk. |
| Pferd             | *a:t        | at       | at       | at        | at       | at      | at      | ot      | at       | at      | ut          | at     |
| Rind              | *sıgır      | siyir    | sığır    | sığır     | sygyr    | sıyer   | siyır   | sigir   | siyir    |         |             | siyir  |
| Hund              | *ıt/*it     | ıt       | it       | it        | it       | et      | iyt     | it      | it       | yt      | jyta'       | it     |
| Fisch             | *balık      | balıq    | balık    | balıq     | balyk    | balyq   | balıq   | baliq   | beliq    | balyk   | pula'       | baliq  |
| Laus              | *bıt        | bit      | bit      | bit       | bit      | bet     | biyt    | bit     | pit      | byt     | pyjta'      | bit    |
| Sonstiges         | Proto-Türk. | Alttürk. | Türkisch | Aserbaid. | Turkmen. | Tatar.  | Kasach. | Usbek.  | Uigur.   | Jakut.  | Tschuw.     | Kumyk. |
| Haus              | *eb         | ev       | ev       | ev        | öý       | öy      | üy      | uy      | öy       |         | uy          |        |
| Zelt              | *otag       | otag     | otağ     |           | otaq     |         | otaq    | otoq    |          | otu:    |             |        |
| Straße            | *jol        | yol      | yol      | yol       | yo:l     | yul     | jol     | yo'l    | yol      | suol    | şul         | yol    |
| Brücke            | *köpür(g)   | köprüq   | köprü    | körpü     | köpri    | küpar   | köpir   | ko'prik | kövrük   | kürpe   | ke'per      |        |
| Pfeil             | *ok         | oq       | ok       | ox        | ok       | uk      | ok      | o'q     | oq       | oχ      | ugu         |        |
| Feuer             | *o:t        | ot       | od       | od        | ot       | ut      | ot      | o't     | ot       | uot     | vuta'       | ot     |
| Asche             | *kü:l       | kül      | kül      | kül       | kül      | köl     | kül     | kul     | kül      | kül     | ke'l        |        |
| Wasser            | *sıb        | suv      | su       | su        | suw      | syw     | suw     | suv     | su       | ui      | shyv        | suw    |
| Schiff            | *gemi       | kemi     | gemi     | gəmi      | gämi     | kimä    | keme    | kema    | kemä     |         | kim         |        |
| See               | *köl        | köl      | göl      | göl       | köl      | kül     | köl     | ko'l    | köl      | küöl    | küle'       |        |
| Sonne/Tag         | *gün(el̩)    | küneş    | güneş    | günəş/gün | gün      | kojaş   | kün     | quyosh  | kün      | kün     | kun         | gün    |
| Wolke             | *bulut      | bulut    | bulut    | bulud     | bulut    | bolyt   | bult    | bulut   | bulut    | bylyt   | pe'le't     | bulut  |
| Stern             | *juldur̩     | yulduz   | yıldız   | ulduz     | ýyldyz   | yoldyz  | juldız  | yulduz  | yultuz   | sulus   | şa'lta'r    | yulduz |
| Erde              | *toprak     | topraq   | toprak   | torpaq    | toprak   | tufrak  | topıraq | tuproq  | tupraq   | toburaχ | ta'pra      |        |
| Hügel             | *tepö       | töpü     | tepe     | təpə      | depe     | tübä    | töbe    | tepa    | töpä     | töbö    | tüp         |        |
| Baum              | *ıngač      | yaġac    | ağaç     | ağaç      | agaç     | agaç    | ağaş    |         | yağaç    |         | jyva'ş      | ağaç   |
| Gott              | *teŋri      | täŋri    | tanrı    | tanrı     | taňry    | tänri   | täňri   | tangre  | tängri   | tanara  | tura'       |        |
| Adjektive         | Proto-Türk. | Alttürk. | Türkisch | Aserbaid. | Turkmen. | Tatar.  | Kasach. | Usbek.  | Uigur.   | Jakut.  | Tschuw.     | Kumyk. |
| lang              | *ur̩ın       | uzun     | uzun     | uzun      | uzyn     | ozyn    | uzın    | uzun    | uzun     | uhun    | va'ra'm     | uzun   |
| neu               | *jaŋı       | yaŋı     | yeni     | yeni      | yany     | yana    | janga   | yangi   | yengi    | sana    | şe'ne'      | yangi  |
| fett              | *semir̩      | semiz    | semiz    |           | semiz    | simyz   | semiz   | semiz   | semiz    | emis    | samar       | semiz  |
| voll              | *do:lu      | tolu     | dolu     | dolu      | do:ly    | tuly    | tolı    | to'la   | toluq    | toloru  | tulli       | ta'li  |
| weiß              | *a:k        | aq       | ak       | ağ        | ak       | ak      | aq      | oq      | aq       |         |             | aq     |
| schwarz           | *kara       | qara     | kara     | qara      | gara     | kara    | qara    | qora    | qara     | χara    | χura        | qara   |
| rot               | *kır̩ıl      | qızıl    | kızıl    | qızıl     | gyzyl    | kyzyl   | qızıl   | qizil   | qizil    | kyhyl   | χe'rle'     | qizil  |
| himmelblau/Himmel | *gök        | kök      | gök      | göy       | gök      | kük     | kök     | ko'k    | kök      | küöq    | ka'vak      | gök    |
| Zahlen            | Proto-Türk. | Alttürk. | Türkisch | Aserbaid. | Turkmen. | Tatar.  | Kasach. | Usbek.  | Uigur.   | Jakut.  | Tschuw.     | Kumuk. |
| 1                 | *bir        | bir      | bir      | bir       | bir      | ber     | bir     | bir     | bir      | bi:r    | pe'r(re)    | bir    |
| 2                 | *ek(k)i     | eki      | iki      | iki       | iki      | ike     | yeki    | ikki    | ikki     | ikki    | ik(k)e'     | eki    |
| 4                 | *dö:rt      | tört     | dört     | dörd      | dört     | dürt    | tört    | to'rt   | töt      | tüört   | ta'vat(t)a' | dört   |
| 7                 | *jeti       | yeti     | yedi     | yeddi     | yedi     | yide    | jeti    | yetti   | yättä    | sette   | şich(ch)e'  | jeti   |
| 10                | *o:n        | on       | on       | on        | on       | un      | on      | o'n     | on       | uon     | vun(n)a'    | on     |
| 100               | *jü:r̩       | yüz      | yüz      | yüz       | yüz      | yüz     | jüz     | yuz     | yüz      | sü:s    | şe'r        | yüz    |

## Sprachliche Charakterisierung der Turksprachen

### Typologische Merkmale
Typologisch weisen die Turksprachen große Ähnlichkeit mit den beiden anderen Gruppen der altaischen Sprachen (Mongolisch und Tungusisch) auf, diese Merkmale sind also weitgehend gemeinaltaisch und finden sich zum Teil auch bei uralischen und paläosibirischen Sprachen.
Die wichtigsten typologischen Charakteristika der Turksprachen sind:
- Es gibt mittelgroße Phoneminventare (20 bis 30 Konsonanten, 8 Vokale) und einfache Silbenstruktur, kaum Konsonantencluster. (Beispiel siehe Phoneminventar des Türkischen)
- Einige Turksprachen (Turkmenisch, Jakutisch, Chaladsch) haben eine Quantitätsdifferenzierung bei den Vokalen, die wahrscheinlich alt ist, sonst aber verloren ging. Spuren bzw. Wirkungen der alten Quantität sind auch in anderen Turksprachen zu beobachten.
- Es gibt eine Lautharmonie, insbesondere Vokalharmonie, die auf verschiedenen Lautoppositionen beruht: vorne-hinten, gerundet-ungerundet, hoch-tief.
  - Ein Beispiel aus dem Türkischen soll dies aufzeigen: baba-lar „Väter“, aber ders-ler „Lektionen“. Der Pluralmarker heißt /lar/ oder /ler/, je nachdem, welche Art von Vokal ihm vorausgeht. (Vertiefung und weitere Beispiele im Abschnitt „Lautharmonie“.)
  - Die Lautharmonie ist in unterschiedlichem Ausmaß in nahezu allen Turksprachen erhalten, teilweise allerdings nur in den gesprochenen Varianten, während sie nicht mehr im Schriftbild deutlich wird (z. B. im Usbekischen).

- Eine durchgehend agglutinative Wortbildung und Flexion, und zwar nahezu ausschließlich durch Suffixe (Präfixe kommen allenfalls in der Wortbildung vor). Dies kann zu sehr langen und komplexen Bildungen führen (allerdings werden im Normalfall selten mehr als drei bis vier Suffixe verwendet). Jedes Morphem hat eine spezifische Bedeutung und grammatische Funktion und ist – abgesehen von den Erfordernissen der Vokalharmonie – unveränderlich.

- Adjektive werden nicht flektiert, sie zeigen keine Konkordanz mit ihrem Bestimmungswort, dem sie vorausgehen.

- Bei der Verwendung von Quantifizierern (Zahlwörtern, Mengenangaben) entfällt die Pluralmarkierung.

- Es gibt keine Artikel.

- Es gibt kein grammatisches Geschlecht, nicht einmal bei den Pronomina. (Selbst die ältesten Formen der Turksprachen lassen keinerlei Reste eines grammatischen Geschlechts erkennen, so dass man davon ausgehen kann, dass auch das Proto-Türkische diese Kategorie nicht besaß.)

- Relativsätze werden durch Partizipialkonstruktionen ersetzt. Generell werden statt Nebensätzen nominalisierte und adverbialisierte komplexe Verbalformen verwendet. Die nominalisierten Formen entsprechen in etwa Infinitivkonstruktionen, die adverbialen Formen bezeichnet man als Gerundien oder Konverbien.

- Das Verbum steht am Satzende, die normale Satzgliedfolge ist SOV (Subjekt-Objekt-Verb).

### Phoneminventar am Beispiel des Türkischen
Das Türkische zeigt ein für die Turksprachen typisches Phoneminventar von acht Vokalen und 20 Konsonanten.
Vokale
Die Vokale können nach ihrer Artikulationsstelle (vorn – hinten), Rundung (gerundet – ungerundet) und Höhe (hoch – tief) eingeteilt werden. Diese Klassifikation ist für die Vokalharmonie von entscheidender Bedeutung.
| Artikulationsort | vorn       | vorn     | hinten     | hinten   |
| Rundung          | ungerundet | gerundet | ungerundet | gerundet |
| ---------------- | ---------- | -------- | ---------- | -------- |
| hoch             | i          | ü        | ı          | u        |
| tief             | e          | ö        | a          | o        |

Konsonanten
| Artikulation       | labial | apikal | palatal | velar | glottal |
| ------------------ | ------ | ------ | ------- | ----- | ------- |
| Plosiv stimmlos    | p      | t      | ç [⁠tʃ⁠]  | k     |         |
| Plosiv stimmhaft   | b      | d      | c [⁠dʒ⁠]  | g     |         |
| Frikativ stimmlos  | f      | s      | ş [⁠ʃ⁠]   |       |         |
| Frikativ stimmhaft | v      | z      | j [⁠ʒ⁠]   |       |         |
| Nasal              | m      | n      |         |       |         |
| Lateral            |        | l      |         |       |         |
| Vibrant            |        | r      |         |       |         |
| Gleitlaut          |        |        | y       |       | h       |

Hier werden die Buchstaben des türkischen Alphabets verwendet, in eckigen Klammern [ ] stehen die Lautwerte.

### Lautharmonie am Beispiel des Türkischen
Die bei den Turksprachen weitverbreitete Lautharmonie betrifft sowohl die Vokale als auch einige Konsonanten. Im Türkischen sind dies k, g, ğ und l.
Die Vokalharmonie, also die Angleichung der Suffixvokale an die Vokale des Stammes oder der vorhergehenden Silbe, soll am Beispiel des Türkischen gezeigt werden. Dort beruht die Vokalharmonie sowohl auf einer Angleichung der Artikulationsstelle (vorne-hinten) als auch einer Assimilation im Rundungstyp (gerundet-ungerundet) der betreffenden Vokale. Einige Suffixe werden gemäß der sogenannten kleinen Vokalharmonie, andere gemäß der großen Vokalharmonie gebildet. Während die kleine Vokalharmonie im Suffix ein /e/ nach den vorderen Vokalen (e, i, ö, ü) in der vorherigen Silbe und ein /a/ nach den hinteren Vokalen (a, ı, o, u) vorschreibt, wird bei den Suffixen, die gemäß der großen Vokalharmonie gebildet werden, ein /i/ nach den vorderen ungerundeten Vokalen (e, i), ein /ü/ nach den vorderen gerundeten Vokalen (ö, ü), ein /ı/ nach den hinteren ungerundeten Vokalen (a, ı) und ein /u/ nach den hinteren gerundeten Vokalen (o, u) verwendet.

#### Beispiele
- (1) elma-lar „Äpfel“ aber ders-ler „Lektionen“
- (2) ev-de „im Haus“, aber orman-da „im Wald“

In (1) und (2) gleichen sich das Pluralsuffix /-ler/ oder /-lar/ und das Lokativsuffix /-de/ oder /-da/ dem Stammvokal in der Artikulationsstelle (vorne-hinten) an.
- (3a) isçi-lik „Kunstfertigkeit“
- (3b) pazar-lık „Feilschen“
- (3c) çoğun-luk „Mehrheit“
- (3d) ölümsüz-lük „Unsterblichkeit“

Das Suffix /-lik/ „-keit“ besitzt vier Varianten, die sich sowohl nach der Artikulationsstelle des Stammvokals (hinten-vorn) als auch seiner Rundung anpassen.
- (4) püskül – ümüz – ün

Troddel – POSS.1pl – GEN
„unserer Troddel (oder Quaste)“
- (5) püskül – ler – imiz – in

Troddel – PL – POSS.1pl – GEN
„unserer Troddeln“
In (4) bewirkt der letzte Vokal von püskül (/ü/: vorn, gerundet) entsprechende Vokalisierung im Possessivsuffix /imiz/ (hier /ümüz/) und Kasusmarker /in/ (hier /ün/). (Zu Possessivsuffix und Kasusmarker siehe: Morphologie)
In (5) bewirkt das /ü/ von püskül die vordere Variante des Pluralmarkers /ler/, dessen ungerundetes vorderes /e/ wiederum die ungerundete vordere Varianten /imiz/ und /in/ der folgenden Marker auslöst. Analog sind die nächsten Beispiele zu erklären.
- (6) torun – umuz – un

Enkel – POSS.1pl – GEN
„unseres Enkels“
- (7) torun – lar – ımız – ın

Enkel – PL – POSS.1pl – GEN
„unserer Enkel“
Die Unterscheidung zwischen gerundeten und ungerundeten Vokalen ist zwar im Türkischen allgemein gültig, nicht aber in allen Turksprachen. Auch im Türkischen gibt es Ausnahmen.
Das Türkische kennt für die hellen und dunklen Formen der Konsonanten k, g, ğ und l keine unterschiedliche Schreibweise, wohl verwenden einige Turksprachen für das dunkle k den Buchstaben q. Das dunkle ğ – der Buchstabe steht nur nach und zwischen Vokalen – wird im Übrigen nicht mehr gesprochen, die helle Variante ist ein flüchtiger j-Laut, das dunkle l lautet wie im englischen Wort „well“. Sollen vor den Vokalen a oder u k, g oder l hell gesprochen werden, erhält der Vokal einen Zirkumflex, z. B. „kâr“ „Gewinn“, aber „kar“ „Schnee“ oder „klâvye“ „Tastatur“.

### Morphologie der Turksprachen

#### Kasusmarkierung
Turksprachen haben in der Regel sechs Kasus: Nominativ (unmarkiert), Genitiv, Dativ-Terminativ, Akkusativ, Ablativ (woher?) und Lokativ (wo?). Die Kennzeichnung dieser Fälle erfolgt durch angehängte Kasusmarker, die innerhalb der einzelnen Sprachen sehr unterschiedlich ausfallen können. Dennoch gibt es eine erkennbare generelle Struktur, die auf die gemeinsame Protosprache zurückgeht und die in der Markerformel angegeben ist (V bezeichnet einen Vokal, der sich nach der Vokalharmonie richtet, K einen beliebigen Konsonanten). Diese Struktur lässt aber für die konkrete Realisierung der Kasus in den einzelnen Sprachen einen relativ großen Spielraum. Die folgende Tabelle zeigt die Kasusmarkerformeln und ihre Realisierungen in drei Beispielsprachen Kirgisisch, Baschkirisch und Türkisch, die einige – aber nicht alle – Varianten der Formel umsetzen.
Die Kasusmarkerformeln und ihre Realisierung in einigen Turksprachen
| Kasus     | Markerformel | Kirgisisch | Baschkirisch | Türkisch  |
| --------- | ------------ | ---------- | ------------ | --------- |
| Nominativ | -Ø           | köz „Auge“ | bala „Kind“  | ev „Haus“ |
| Genitiv   | -(d/t/n) V n | köz-dün    | bala-nın     | ev-in     |
| Dativ     | -(k/g) V     | köz-gö     | bala-ga      | ev-e      |
| Akkusativ | -(d/n) V     | köz-dü     | bala-nı      | ev-i      |
| Ablativ   | -d/t/n V n   | köz-dön    | bala-nan     | ev-den    |
| Lokativ   | -d/t/l V     | köz-dö     | bala-la      | ev-de     |

#### Personalpronomina
Die Personalpronomina sind in allen Turksprachen sehr ähnlich. Im Türkischen lauten sie:
| Person | Singular | Plural |
| ------ | -------- | ------ |
| 1      | ben      | biz    |
| 2      | sen      | siz    |
| 3      | o        | onlar  |

#### Possessivsuffixe
Besonders wichtig sind die Possessivsuffixe, die in den Turksprachen das Possessivpronomen ersetzen, in ähnlichen Formen aber auch in der Verbalmorphologie verwendet werden:
| Person | Singular | Plural     |
| ------ | -------- | ---------- |
| 1      | -(i)m    | -(i)miz    |
| 2      | -(i)n    | -(i)niz    |
| 3      | -(s)i    | -leri/ları |

#### Nominalphrasen
Am Beispiel des Türkischen wird die Konstruktion von Nominalphrasen gezeigt. Die Reihenfolge der Konstituenten ist dabei festgelegt. Es ergeben sich im Wesentlichen folgende Positionen:
1 Attribut – 2 Nomen – 3 Ableitungssuffix – 4 Pluralmarker – 5 Nominalisierung – 6 Possessivsuffixe – 7 Kasusmarker
Beispiele:
- araba-lar-ımız-a >> 2 Auto – 4 PL – 6 POSS.1pl – 7 DAT

„zu unseren Autos“
- çocuk-lar-ınız-ı >> 2 Kind – 4 PL – 6 POSS.2pl – 7 AKK

„eure (pl.) Kinder“ (Akk.)
- gül-üş-ler-iniz-i >> 2 lachen – 3 NOMINAL – 4 PL – 6 POSS.2pl – 7 AKK

„eure Gelächter“ (Akk. Pl.)
- yaşlı adam-lar-a >> 1 alt – 2 Mann – 4 PL – 7 DAT

„den alten Männern“ (Attribut vor dem Bestimmungswort, ohne Konkordanz in Numerus und Kasus)
- birçok çocuk >> 1 viel 2 Kind

„viele Kinder“ (wegen des Quantifizierers „viele“ steht kein Pluralmarker)

#### Das Verbalsystem der Turksprachen
Eine typische Verbalform weist folgende Positionen auf:
1 Stamm – 2 Tempus-/Modus-Marker – 3 Personalendung
Die folgende Tabelle zeigt die Tempora und Modi des Verbs in den Turksprachen mit genereller Formel und Realisierung im Aserbaidschanischen und Türkischen (1. Sg. der Wurzel al- „nehmen, bekommen, kaufen“)
| Tempus/Modus  | Formel         | Aserbaidschanisch   | Türkisch            | Bedeutung             |
| ------------- | -------------- | ------------------- | ------------------- | --------------------- |
| Infinitiv     | m+V+k/g        | al-maq              | al-mak              | nehmen                |
| Imperativ     | Ø; -ın         | al; al-ın           | al; al-ın           | nimm! nehmt!          |
| Präsens       | V+r            | al-ır-am            | al-ıyor-um          | ich nehme             |
| Futur         | acak           | al-acağ-am          | al-acağ-ım          | ich werde nehmen      |
| Präteritum    | d/t+V          | al-dı-m             | al-dı-m             | ich nahm              |
| Konditional   | sa             | al-sa-m             | al-sa-m             | (wenn) ich nehme      |
| Optativ       | (j)V           | al-maq is-tə-yi-rəm | al-mak is-ti-yo-rum | ich möchte nehmen     |
| Necessitiv    | malı           | al-malı-y-am        | al-malı-y-ım        | ich soll nehmen       |
| Part. Präsens | Vn             | al-an               | al-an               | nehmend               |
| Part. Perfekt | d V k/g        | al-dığ-ım           | al-dığ-ım           | genommen (habend)     |
| Gerundium     | ip             | al-ıb               | al-ıp               | das Nehmen            |
| Passiv        | i l/n          | al-ın-maq           | al-ın-mak           | genommen werden       |
| Kausativ      | d/t + i + r(t) | al-dırt-mag         | al-dırt-mak         | veranlasst, zu nehmen |

Beispiele komplexerer türkischer Verbalformen, die auch ganze Nebensätze ersetzen können:
- ben milyoner ol-mak isti-yor-um >> ich [Millionär – werden-INF] will-PRÄS-1sg

„ich will Millionär werden“
- ben biz-im haps-e at-ıl-acağ-ımız-ı duy-du-m

>> ich [wir-GEN Gefängnis-DAT werfen-PASS-FUT-1pl-]-AKK hören-PRÄT-1sg
„ich hörte, dass wir ins Gefängnis geworfen werden sollen“
(wörtlicher: ich hörte Unser-ins-Gefängnis-geworfen-werden)
- öp-üş-tür-ül-dü-ler >> küssen-REZIP-KAUS-PASS-PRÄT-3pl

„sie wurden veranlasst, sich gegenseitig zu küssen“
- yıka-n-ma-malı-yım >> waschen-REFL-NEG-NECESS-1sg

„es ist notwendig, dass ich mich nicht wasche“ d. h. „ich darf mich nicht waschen“
- yıka-n-acağ-ım >> waschen-REFL-FUT-1sg

„ich werde mich selbst waschen“
(Einige Beispiele nach IEL, Artikel Turkish, und G.L.Campbell, Concise Compendium of the World’s Languages.)

## Frühe Turksprachen und ihre Überlieferung

### Wanderungsbewegungen
Manche Wissenschaftler vertreten die Ansicht, dass sich bereits in den Verbänden der Hunnen, die seit dem 1. Jahrhundert nach Westen migrierten, Stämme befanden, die frühe Formen einer Turksprache sprachen. Massive Wanderungen von Turkvölkern lassen sich zweifelsfrei seit dem 8. Jahrhundert nachweisen. Der Gipfel der Migration türkischer Bevölkerungsgruppen nach Westen war die Landnahme Anatoliens im 11. Jahrhundert. Die letzte Migration türkischer Bevölkerungsgruppen war die der Jakuten, die im 12. Jahrhundert einsetzte. Die Sprache der Türken Südsibiriens (die Sprache, in der die ältesten turksprachigen Texte – die Orchon-Inschriften – aufgezeichnet wurden, also Alttürkisch) ist die einzige Sprachform, die vor den großen Wanderungen der türkischen Völker Eigenprofil gewonnen hat.

### Chronologie
- Die ältesten türkischen Schriftzeugnisse sind die Runeninschriften des Orchon-Jenissei-Gebietes sowie die Turaninschriften. Diese stammen überwiegend aus dem 8. Jahrhundert. Die Schrift, in der die Orchon-Texte überliefert sind, weist äußere Ähnlichkeiten mit den germanischen Runen auf (ohne jedoch mit diesen verwandt zu sein), so dass auch sie als Runenschrift bezeichnet wird.

- Die eigentliche Schrifttradition der südöstlichen Turksprachen beginnt im 11. Jahrhundert unter den Karachaniden. Dort entstanden 1069 oder 1070 das aus 6645 Einzelversen entstehende Werk Kutadgu Bilig („Beseligende Weisheit“) des Dichters Yusuf und im Jahre 1074 das monumentale türkisch-arabische Wörterbuch Diwan Lughat at-Turk von Mahmud al-Kāschgharī.

- Das Choresm-Türkische des 13. und 14. Jahrhunderts gehörte ebenfalls zu den südöstlichen Turksprachen, zeigt aber einige südwestliche Einflüsse. Es bildete die Grundlage des Tschagataischen, einer wichtigen Literatursprache vieler muslimischer Turkvölker bis zum ausgehenden 19. Jahrhundert.

- Die frühesten Zeugnisse der nordwestlichen Turksprachen stammen aus dem 14. Jahrhundert, als in der kumanischen Sprache der Codex Cumanicus verfasst wurde. Nachfolgesprachen sind das Tatarische und Baschkirische.

- Inschriften des Wolgabolgarischen sind erst aus dem 13./14. Jahrhundert überliefert, daraus – oder aus einem verwandten Dialekt – entwickelte sich später das stark abweichende Tschuwaschische.

- Seit dem 15. Jahrhundert ist das zur Südostgruppe gehörende Tschagataisch belegt, das die Basis für die heutigen Sprachen Usbekisch und Uigurisch darstellt.

## Verschriftung der Turksprachen
- Die Verschriftung der klassischen Literatursprachen Osmanisch, Aserbaidschanisch, Tschagataisch, Tatarisch und Krimtatarisch erfolgte ausschließlich durch das arabische Alphabet.

- In der Zeit von 1924 bis 1930 wurden weitere Turksprachen verschriftet, zuerst auf Basis eines lateinischen Alphabets, das seit 1922 für das Aserbaidschanische verwendet wurde.

- Ab 1936 bis 1940 begann im sowjetischen Machtbereich der Übergang zu einer den Bedürfnissen der Turksprachen angepassten kyrillischen Schriftform. Waren die arabischen und lateinischen Verschriftlichungen noch auf gegenseitige Verständlichkeit verschiedener Turksprachen angelegt, so galt bei den kyrillisch verschriftlichten Sprachen das Gegenteil – dort wurden aus verschiedenen Dialekten künstlich separate Sprachen erzeugt. Linientreue Linguisten wurden von Stalin beauftragt, die regionalen oder stammestypischen Dialekte in lehrbare Hochsprachen umzuwandeln und so alte Zusammenhänge zu zerschlagen. Vor allem die Turksprachen in der UdSSR mussten so weit wie möglich auseinandergerückt werden, um die alten pantürkischen Bestrebungen zu zerstören.[26]

- Im Oktober 1990, kurz vor der Auflösung der Sowjetunion, wurde von den Staaten Aserbaidschan, Kasachstan, Kirgisistan, Turkmenistan und Usbekistan auf einem Turkgipfel in Ankara beschlossen, innerhalb von 15 Jahren für ihr Staatsgebiet lateinische Alphabete einzuführen. Dieses sollte eng an das in der Türkei verwendete Alphabet angelehnt werden. Ziel dieses Schrittes sollte die Bewahrung des gemeinsamen Kulturerbes der Turkvölker sein.

- Bis zum Jahre 2007 schrieben nun folgende Turkstaaten und Gebiete mit türkisch-lateinischen Alphabeten:

1. Aserbaidschan
2. Gagausien
3. Kasachstan (inoffiziell für die Website der staatlichen Nachrichtenagentur; offiziell wird weiterhin das kyrillische verwendet)
4. Krim (zusammen mit dem kyrillischen)
5. Tatarstan (zusammen mit dem kyrillischen)
6. Turkmenistan
7. Türkei (seit 1928)
8. Usbekistan

- Turksprachige Juden benutzten von alters her die hebräische Schrift.